# Krymská tažení
Krymská tažení (rusky Крымские походы) byly dvě kampaně rusko-turecké války v letech 1687 a 1689, kdy ruská carská armáda pod velením knížete Golicyna táhla proti Osmanské říši, respektive Krymskému chanátu. 

## Předchozí události
Poté, co si Rusko v roce 1686 uzavřením „Smlouvy o věčném míru“ s Polsko-litvevskou unií uvolnilo ruce na své severozápadní hranici, chtělo tuto příležitost využít pro omezení dlouhodobé turecké hrozby z jihu. Krymští Tataři po staletí útočili na jihoruské a ukrajinské oblasti a unášeli mnoho lidí do otroctví. 
Proto se Rusko připojilo k tzv. Svaté lize, protiturecké koalici, tvořené Rakouskem, Benátkami a Polsko-litevskou unií, která bojovala proti Osmanské říši a jejímu vazalovi Krymskému chanátu.

## První tažení v roce 1687
V květnu 1687 zahájila stotisícová ruská armáda pod vedením prince Vasilije Golicyna spolu s Donskými a Záporožskými kozáky své tažení z levobřežní Ukrajiny proti Krymu. Krymští Tataři však step zapálili, takže obrovský požár Rusům znemožnil postup a donutilo je k návvratu. Golicyn obvinil z neúspěchu tažení ukrajinského hejtmana Ivana Samojloviče, kterého nahradil Ivan Mazepa.

## Druhé tažení 1689
Poté začaly přípravy na novou kampaň. Polský král mezitím zahájil jednání s Osmanskou říší a celou tíhu války přesunul na Rusko. Na jaře 1689 zahájila ještě větší ruská armáda nové tažení na jih. 15. května byl odražen útok Krymských Tatarů. 20. května dosáhla Perekopu, strategické pevnosti umístěné na stejnojmenné šíji, kde bylo soustředěno obrovské množství osmanských a krymských Tatarů. Kvůli značné síle obránců však obléhání nebylo zahájeno.

## Výsledek
Ruské krymské tažení dokázalo na nějakou dobu zaměstnat značné turecké a krymskotatarské síly, čímž byly prospěšné pro evropské spojence. Cíle tažení, totiž zajištění jižních hranic Ruska, se však dosáhnout nepodařilo. 
Neúspěšný výsledek krymských kampaní byl jedním z důvodů pádu vlády Sofie Alexejevny. Moci se ujal mladý car Petr I., který následně podnikl další dvě tažení proti Krymskému chanátu, které vešly do dějin jako Azovská tažení.